# Neulingen (Altmark)
Neulingen este o comună în Saxonia-Anhalt, Germania